# Modelo de Ramsey-Cass-Koopmans
O modelo de Ramsey-Cass-Koopmans, ou simplesmente modelo de Ramsey (em homenagem a Frank Ramsey), é um modelo econômico com poupança endógena.
Neste modelo, a população, de tamanho {\displaystyle N_{t}}, cresce à taxa n, e é igual à força de trabalho (que é fornecida inelásticamente). As famílias vivem para sempre.
O produto (PIB, representado pela letra Y ou pela função F) é ou consumido ({\displaystyle C_{t}}) ou investido, ou seja, adicionado ao estoque de capital (representado pela letra K). Em termos formais,
{\displaystyle Y_{t}=F\left(K_{t},N_{t}\right)=C_{t}+{\frac {dK_{t}}{dt}}}, ou, em termos per capita, {\displaystyle f\left(k_{t}\right)=c_{t}+{\frac {dk_{t}}{dt}}+nk_{t}}, onde as letras minúsculas indicam variáveis divididas pelo tamanho da população ({\displaystyle N_{t}}).

## Hipótese do planejador central
Neste modelo, um planejador central que queira no momento t=0 maximizar o bem estar da população (representado pela função u, de utilidade) deve escolher, a cada momento quanto deve ser consumido e quanto deve ser investido (adicionado ao estoque de capital para ser consumido no futuro). Ou seja, o planejador deve encontrar a solução para o seguinte problema:
{\displaystyle \max {\int _{0}^{\infty }u\left(c_{t}\right)e^{-\theta t}\,dt}}, sujeito às restrições de que o capital inicial {\displaystyle k_{0}} é dado e {\displaystyle k_{t}\geq 0,c_{t}\geq 0,\forall t}
A solução deste problema é encontrada utilizando-se o princípio do máximo. Utilizando-se um Hamiltoniano, as condições necessárias para uma trajetória ótima são duas:
- {\displaystyle \lim {t\to \infty }{\left[k_{t}{\frac {du(c_{t})}{dc_{t}}}e^{-\theta t}\right]}=0}, ou seja, não faz sentido acumular capital indefinidamente. No infinito, o capital vai ser inteiramente transformado em consumo.
- {\displaystyle {\frac {c_{t}\left[{\frac {d^{2}u(c_{t})}{dc_{t}}}\right]}{\frac {du(c_{t})}{dc_{t}}}}\cdot {\frac {dc_{t}/dt}{c_{t}}}} {\displaystyle =\theta +n-{\frac {df(k_{t})}{dk_{t}}}}. Esta é a equação de Euler, que descreve a condição necessária que tem que ser satisfeita em qualquer trajetória ótima. É chamada de condição de Keynes-Ramsey.

Neste problema, o capital (e consumo) do estado estacionário são inferiores ao da regra de ouro, devido à taxa de impaciência {\displaystyle \theta } dos indivíduos.